# Challes-la-Montagne
Challes-la-Montagne ist eine französische Gemeinde mit 185 Einwohnern (Stand 1. Januar 2022) im Département Ain in der Region Auvergne-Rhône-Alpes. Sie gehört zum Kanton Pont-d’Ain und zum Arrondissement Nantua.

## Geographie
Challes-la-Montagne liegt auf 497 m, etwa 20 Kilometer östlich der Präfektur Bourg-en-Bresse (Luftlinie) im südlichen französischen Jura-Gebirge. Die Fläche des 7,65 km² großen Gemeindegebiets umfasst einen Teil der Montagne de Berthiand, ein Höhenzug (Antiklinale) im Bugey mit einer gewellten Hochfläche zwischen dem Ain-Tal und dem Tal des Oignin. Hier wechseln sich sanfte Mulden mit Kuppen und langgezogenen Kämmen ab. Trotz einer leichten Reliefstruktur weist das Gemeindegebiet keine oberirdischen Fließgewässer auf, weil das Niederschlagswasser sofort im porösen kalkhaltigen Untergrund versickert. Der westliche Rand der Gemeinde folgt der Geländekante, hinter der die etwa 200 m eingetiefte Schlucht des Ain beginnt.
Neben der eigentlichen Ortschaft Challes gehören noch die beiden Weiler Cizod und Samériat zur Gemeinde. Sie liegen südwestlich von Challes auf derselben Hochfläche. Nachbargemeinden von Challes-la-Montagne sind Serrières-sur-Ain und Leyssard im Norden, Ceignes im Osten, Saint-Alban im Süden sowie Poncin im Westen.

## Geschichte
Das Gemeindegebiet von Challes-la-Montagne gehörte zu den Besitztümern der Herren von Poncin und Cerdon, die im 12. und 13. Jahrhundert erst den Grafen von Coligny und dann den Thoire-Villars unterstanden. Im 13. Jahrhundert werden die Ortschaft Challes und Cizod erstmals urkundlich erwähnt. Im 14. Jahrhundert kam die Gemeinde unter die Oberhoheit der Grafen von Savoyen, und mit dem Vertrag von Lyon gelangte sie 1601 an Frankreich. Die ursprünglich nur „Challes“ genannte Gemeinde gab sich 2006 den heutigen Namen „Challes-la-Montagne“.

## Bevölkerung
| Jahr                       | 1962 | 1968 | 1975 | 1982 | 1990 | 1999 | 2011 | 2020 |
| -------------------------- | ---- | ---- | ---- | ---- | ---- | ---- | ---- | ---- |
| Einwohner                  | 193  | 169  | 135  | 169  | 193  | 200  | 175  | 192  |
| Quellen: Cassini und INSEE |      |      |      |      |      |      |      |      |

Mit 185 Einwohnern (Stand 1. Januar 2022) gehört Challes-la-Montagne zu den kleinen Gemeinden des Départements Ain. Nachdem die Einwohnerzahl in der ersten Hälfte des 20. Jahrhunderts etwas abgenommen hatte (1901 wurden noch 350 Personen gezählt), schwankt sie seit Beginn der 1990er Jahre um den heutigen Wert.
Die Ortsbewohner von Challes-la-Montagne heißen auf Französisch Chaléen(ne)s.

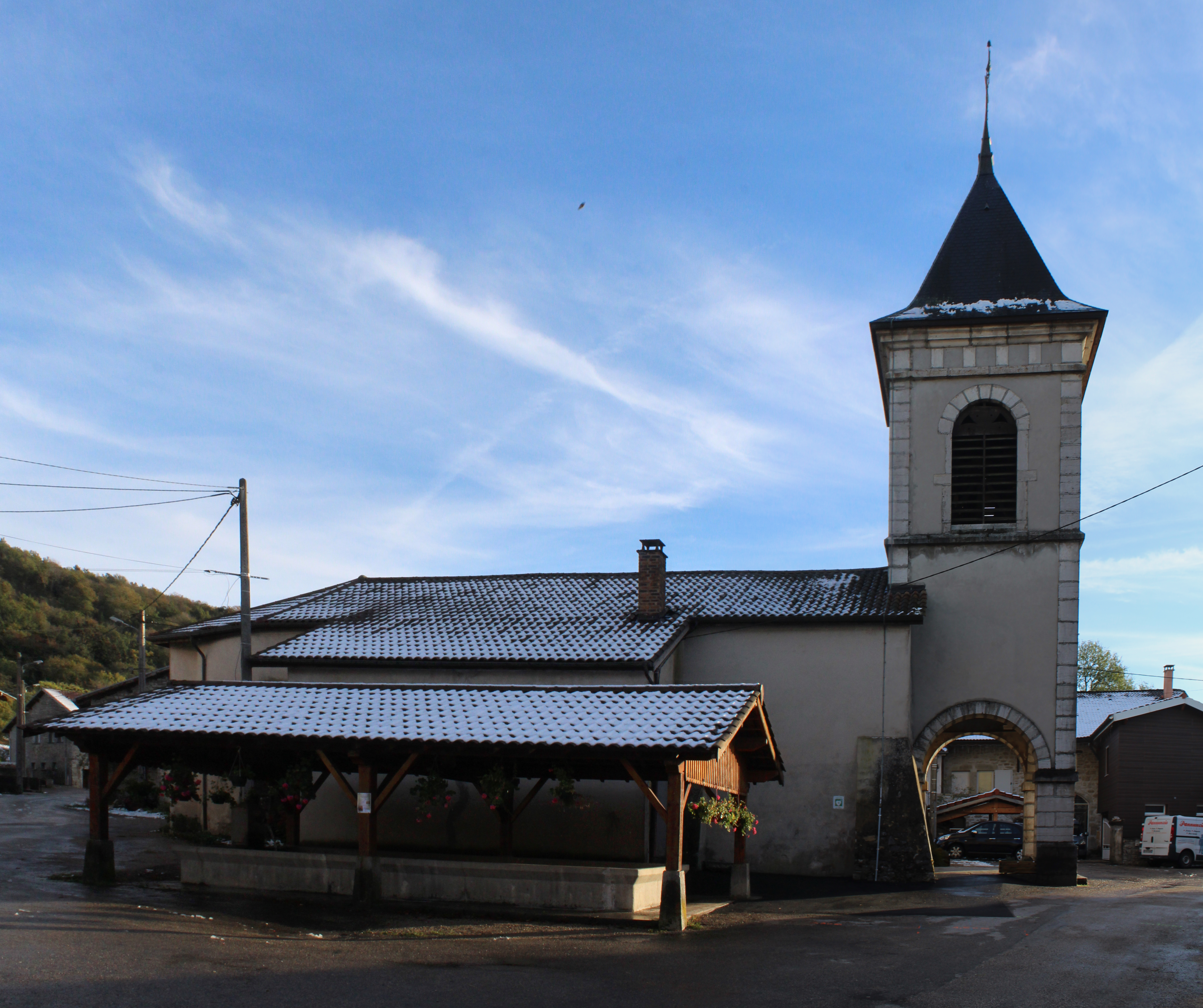
Kirche Saint-Alban
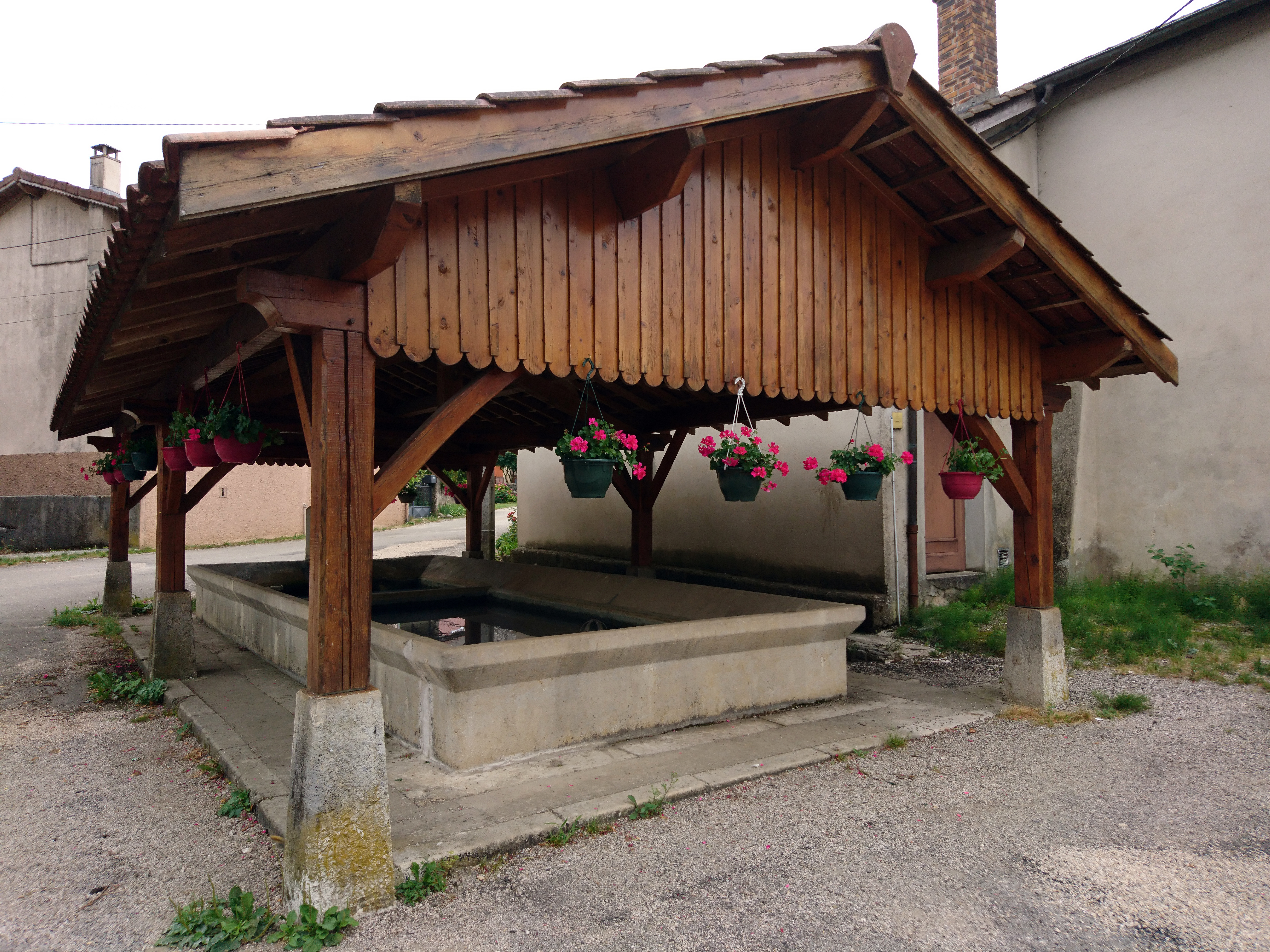
Ehemaliges öffentliches Waschhaus
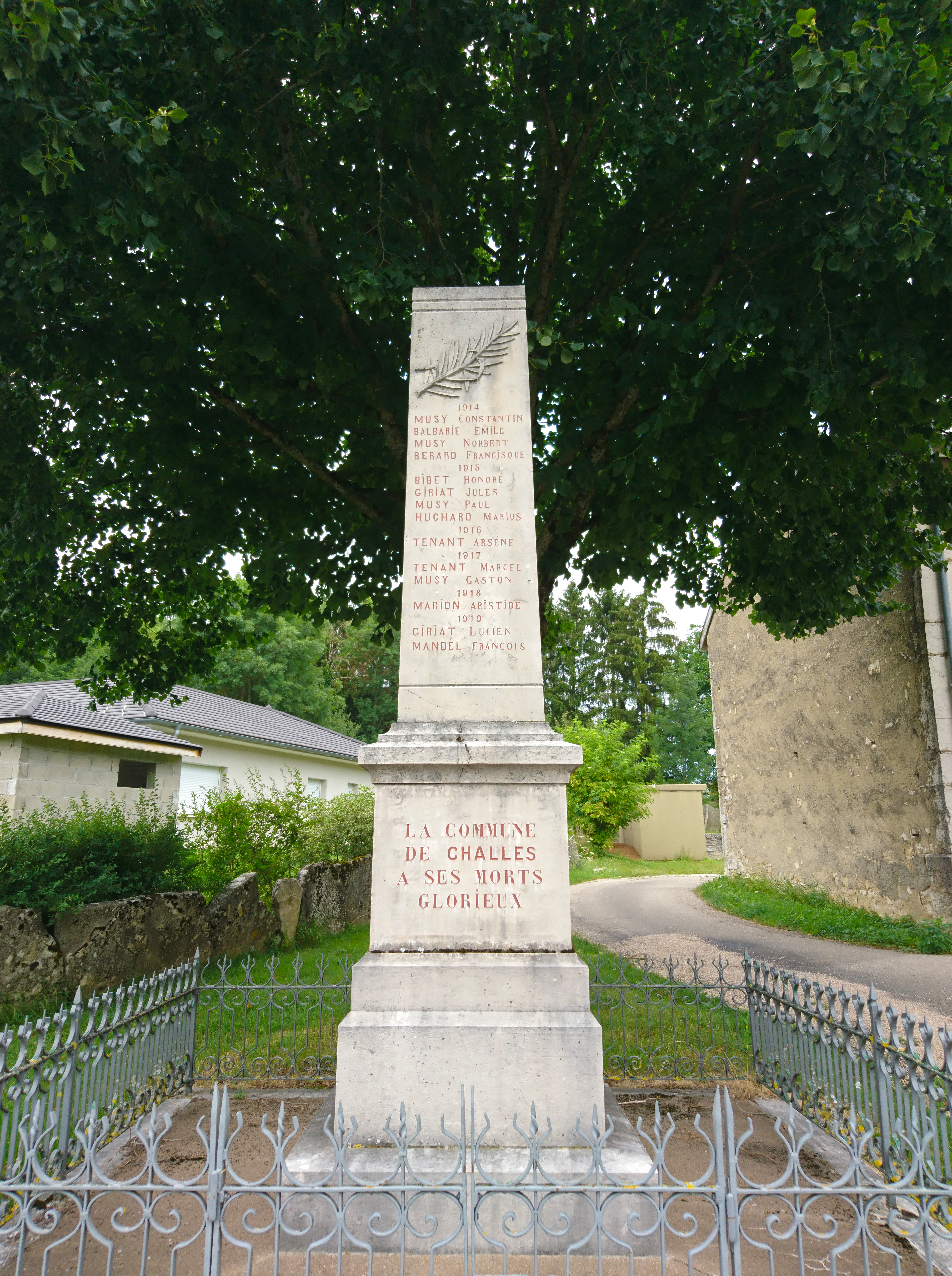
Gefallenendenkmal

## Wirtschaft und Infrastruktur
Challes-la-Montagne war bis weit ins 20. Jahrhundert hinein ein vorwiegend durch die Landwirtschaft, insbesondere Milchwirtschaft und Viehzucht, sowie die Forstwirtschaft geprägtes Dorf. Von den 22 Kleinbetrieben (Stand 2010) sind auch heute noch etwa die Hälfte landwirtschaftlich. Die übrigen Erwerbstätigen sind großenteils Wegpendler, die in den größeren Ortschaften der Umgebung ihrer Arbeit nachgehen.
Die kleine Departementsstraße D 85 verbindet die Gemeinde mit Poncin und der Verbindungsstraße D 1084 zwischen Bourg-en-Bresse und Nantua. Die Autobahn A 40 verläuft entlang der südlichen Gemeindegrenze, der nächste Anschluss befindet sich jedoch erst zwölf Kilometer entfernt in Saint-Martin-du-Frêne.